# Académie royale d'histoire
 (juillet 2022).
Si vous disposez d'ouvrages ou d'articles de référence ou si vous connaissez des sites web de qualité traitant du thème abordé ici, merci de compléter l'article en donnant les références utiles à sa vérifiabilité et en les liant à la section « Notes et références ».

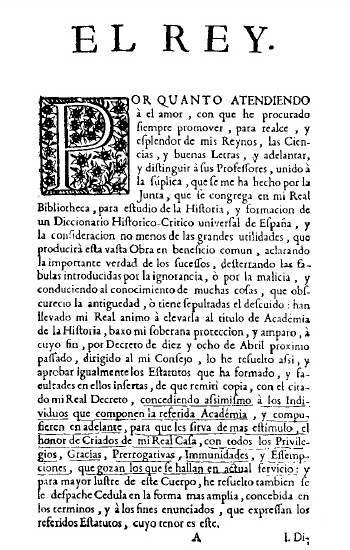
La cédule royale du 17 juin 1738 approuvant les premiers statuts de l'Académie royale d'histoire.

L'Académie royale d'histoire (en espagnol : Real Academia de la Historia) est une institution espagnole chargée d’étudier l’histoire « antique et moderne, politique, civile, ecclésiastique, militaire, de la science, des lettres et des arts, c’est-à-dire, des diverses branches de la vie, de la civilisation et de la culture du peuple espagnol ». Elle fait partie de l'Institut d'Espagne.

## Histoire
Ses origines remontent aux débats qui à partir de 1735 sont organisés au domicile de Julián Hermosilla, haut magistrat du royaume, autour de questions historiques. Par la suite, ces débats se poursuivent dans les salons de la toute nouvelle Bibliothèque royale ; les participants sollicitent la protection officielle de Philippe V, qui l'institue formellement par un décret royal du 18 avril 1738 et en fixe les statuts par sa cédule royale du 17 juin de la même année.
En 1785, Charles III ordonne son transfert à la « maison de la boulangerie » (Casa de la Panadería) sur la Plaza Mayor où a déjà été installée la bibliothèque de l'institution dix ans plus tôt.
En 1836, le gouvernement de Juan Álvarez Mendizábal lui fait remettre un grand nombre de codex, de manuscrits et de livres et lui attribue un ensemble immobilier situé rue du Lion, dont les anciens propriétaires sont les Hiéronymites de l'Escurial.
Elle fait partie de l'Institut d'Espagne depuis la création de celui-ci le 1er janvier 1938.

## Siège
Son siège est situé dans un bâtiment au 21, rue du Lion à Madrid, à l'angle de la rue des Jardins, dû à l'architecte Juan de Villanueva, surtout connu pour le musée du Prado.

## Direction
La direction de l'Académie est assurée par Carmen Iglesias (es), depuis le 12 décembre 2014.

## Membres
L'Académie royale d'histoire est composée de 36 membres, ainsi que d'académiciens correspondants répartis dans toutes les provinces d'Espagne et dans le reste du monde, dont le nombre actuel est de 370.
| Fauteuil | Nom                                         | Installation |
| -------- | ------------------------------------------- | ------------ |
| 1        | Vicente Pérez Moreda                        | 2005         |
| 2        | Hugo O'Donnell, duc d'Estrada et de Tétouan | 2001         |
| 3        | Vacant                                      |              |
| 4        | Vacant                                      |              |
| 5        | Feliciano Barrios Pintado                   | 2007         |
| 6        | José Manuel Nieto                           |              |
| 7        | Josefina Gómez Mendoza                      | 2002         |
| 8        | José Remesal Rodríguez                      | 2010         |
| 9        | María del Pilar León-Castro Alonso          | 2013         |
| 10       | Octavio Ruiz Manjón (es)                    | 2019         |
| 11       | Martín Almagro Gorbea                       | 1995         |
| 12       | Elena E. Rodríguez Díaz                     | 2023         |
| 13       | Jaime de Salazar y Acha                     | 2017         |
| 14       | Francisco Javier Puerto Sarmiento           | 2012         |
| 15       | Juan Pablo Fusi                             | 2015         |
| 16       | Antonio Cañizares Llovera                   | 2007         |
| 17       | Amparo Alba Cecilia                         | 2021         |
| 18       | José Antonio Escudero López                 | 2002         |
| 19       | Luis Ribot                                  | 2010         |
| 20       | Vacant                                      |              |
| 21       | José Angel Sesma Muñoz                      | 2012         |
| 22       | Enriqueta Vila Vilar                        | 2012         |
| 23       | María del Carmen Iglesias Cano              | 1989         |
| 24       | Fernando Marías Franco                      | 2012         |
| 25       | Miguel Ángel Ladero Quesada                 | 1992         |
| 26       | Serafín Fanjul                              | 2011         |
| 27       | Miguel Ángel Ochoa Brun                     | 2002         |
| 28       | Luis Alberto de Cuenca                      | 2010         |
| 29       | José Luis Díez García                       | 2010         |
| 30       | Carmen Sanz Ayán                            | 2006         |
| 31       | Enrique Moradiellos                         | 2020         |
| 32       | Carlos Martínez Shaw                        | 2007         |
| 33       | María Jesús Viguera                         | 2015         |
| 34       | Juan Francisco Fuentes                      | 2024         |
| 35       | Xavier Gil Puyol                            | 2016         |
| 36       | Luis Agustín García Moreno                  | 2007         |